# Kanton Arize-Lèze
 Arize-Lèze is een kanton van het Franse departement Ariège. Het kanton maakt deel uit van het arrondissement Saint-Girons.
In 2020 telde het 10.982 inwoners.

Het kanton werd gevormd ingevolge het decreet van 18 februari 2014 , met uitwerking op 22 maart 2015, met Lézat-sur-Lèze als hoofdplaats.

## Gemeenten
Het kanton omvat volgende gemeenten:
- Artigat
- La Bastide-de-Besplas
- Les Bordes-sur-Arize
- Camarade
- Campagne-sur-Arize
- Carla-Bayle
- Castéras
- Castex
- Daumazan-sur-Arize
- Durfort
- Fornex
- Le Fossat
- Gabre
- Lanoux
- Lézat-sur-Lèze
- Loubaut
- Le Mas-d'Azil
- Méras
- Monesple
- Montfa
- Pailhès
- Sabarat
- Saint-Ybars
- Sainte-Suzanne
- Sieuras
- Thouars-sur-Arize
- Villeneuve-du-Latou